# Verfassungsportugaleser
Der Verfassungsportugaleser, verkürzt auch Portugaleser genannt, ist eine seit 1956 vom Hamburger Senat verliehene Medaille. Mit dieser Neuprägung knüpft der Senat an eine alte Form der Ehrung an. Der Portugaleser ist ein Geschenk „für außergewöhnliche Menschen und außergewöhnliche Anlässe“.

## Portugaleser in Gold
In der Praxis handelt es sich vor allem um vom Senat anlässlich von Staatsbesuchen oder Jubiläen vergebene Medaillen. Der Verfassungsportugaleser wird beispielsweise zu 40-jährigen Dienstjubiläen in einem dem Goldpreis angepassten Gewicht anstelle eines festgeschriebenen Bargeldpreises vergeben.
Die Schauseite zeigt zwei Meerjungfrauen, über ihnen einen Arm mit einer Fackel, unter ihnen das Stadttor aus dem Landeswappen Hamburgs. Die lateinische Umschrift Libertatem quam peperere maiores digne studeat servare posteritas entspricht dem Sinnspruch über dem Portal des Rathauses.

## Portugaleser in Silber und Bronze
Um die Verdienste um das Hamburger Bürgertum zu würdigen, entschloss sich der Zentralausschuss Hamburgischer Bürgervereine zu seinem 100-jährigen Bestehen 1986, einen Portugaleser (in Bronze) zu stiften und mit ihm jährlich einige Hamburgerinnen und Hamburger auszuzeichnen, die Besonderes für ihre Stadt leisten. Dieser wurde auch als Portugaleser „Bürger danken“ bezeichnet.
Die Auszeichnung ging auf eine Initiative des damaligen Ersten Bürgermeisters Klaus von Dohnanyi zurück. Von 1988 bis 2012 wurde sie gemeinsam vom Präses des Zentralausschusses und dem Senat in einer Feierstunde im Hamburger Rathaus überreicht. Seit 2012 wird der Bürgerpreis in Form einer Lithographie auf einer separaten Veranstaltung verliehen, ebenfalls im Hamburger Rathaus.

## Preisträger (Beispiele)

### Portugaleser in Gold
- 1965: Elisabeth II., Königin des Vereinigten Königreichs Großbritannien und Nordirland[7], anlässlich ihres Staatsbesuchs[8]
- 1974: Margrethe II., Königin von Dänemark[9]
- 1989: Peter-Michael Kolbe[10]
- 2008: GGW Gruppe (Gossler, Gobert & Wolters Gruppe), ältester Versicherungsmakler Kontinentaleuropas, zum 250. Jubiläum. Das Unternehmen habe „den Finanzplatz Hamburg entscheidend mitgeprägt“. Es sei ein „mittelständisches Unternehmen, das zum dynamischen Wachstum der Hamburger Wirtschaft beitrage“.[11]
- 2009: Dr. Jürgen Gündisch, Jurist, Abgeordneter der Hamburger Bürgerschaft, Richter am Hamburgischen Verfassungsgericht, von 1973 bis 1993 Mitglied des Hamburgischen Richterwahlausschusses[12]
- 2009: Hermann Jonas, nach 17 Jahren als Landesbereichsführer (LBF) der Freiwilligen Feuerwehr und insgesamt 40 Jahren Feuerwehrdienst für die Stadt Hamburg[13]
- 2017: Versammlung Eines Ehrbaren Kaufmanns zu Hamburg, zum 500. Jubiläum „der größten werteorientierten Wirtschaftsvereinigung Europas“[14]
- 2019: Holger Lutterman, Lehrer an der Beruflichen Schule City Nord nach 40 Jahren als Sportlehrer[15]
- Jahr unbekannt: Beatrix, Königin der Niederlande[16], anlässlich eines Staatsbesuchs
- Jahr unbekannt (ca. 2006)[17]: Ahmed bin Saeed Al Maktoum, Vorsitzender von Emirates, Präsident der Luftfahrtbehörde des Emirats Dubai und Vorsitzender von Dubai World[18]
- Jahr unbekannt: Georg Wilhelm Claussen, Vorstands- und Aufsichtsratsvorsitzender der Beiersdorf AG, Ehrenvorsitzender der Gesellschaft, Gründer der heutigen Claussen-Simon-Stiftung[19]

### Portugaleser in Silber
- 1996: Jan Oltmanns, evangelischer Geistlicher und Seemannsdiakon, langjähriger Leiter des Internationalen Seemannsclubs Duckdalben
- 2004: Christl Bremer, Mitgründerin und geschäftsführende Vorsitzende der Stiftung phönikks[20]
- 2009: Klaus-Peter Kohl, Boxpromotor und Unternehmer, „weil er und viele seiner Sportler sich für Kinder in Notlagen, für Gewaltprävention in der ‘Aktion Sport statt Gewalt’, für Sozialbenachteiligte und für Opfer von Kriminalität engagierten.“[21]
- 2009: HanseMerkur Krankenversicherung auf Gegenseitigkeit, für ihr gesellschaftliches Engagement (seit 1979 Preis für Kinderschutz, Sportförderung für Jedermann und zugunsten sozialer Zwecke, Stiftung Leistungssport und Wissenschaftsförderung an der Uniklinik)[22]
- 2010: Freiwillige Feuerwehr Pöseldorf[23]
- 2016: Albert Darboven, Unternehmer und Mäzen, zum 150. Jubiläum seines Unternehmens[24]
- 2016: Anke Wibel, langjährige Geschäftsführerin der Deutschen Seemannsmission Hamburg-Harburg, erste Frau, die den Portugaleser in Silber erhält[25]
- 2017: Dorothea Buck, Bildhauerin, Lehrerin, Opfer des NS-Regimes. Sie erhielt außerdem die Medaille für treue Arbeit im Dienste des Volkes in Silber; darüber hinaus wurde der Dorothea-Buck-Park in Hamburg-Schnelsen nach ihr benannt.[26]

### Portugaleser in Bronze
- 1987: Gerda Geduhn, Gründungsmitglied und erste Leiterin des Heimatmuseums im Eidelstedter Bürgerhaus[27]
- 1994: Seemanns-Chor Hamburg[28]
- 1995: Witta Pohl, Schauspielerin
- 1997: Wolfgang Paul, mehr als 30 Jahre Vorsitzender des Bürgervereins Wandsbek von 1848[29]
- 1998: Günther Holst, Ehrenvorsitzender des Hamburg-Harvestehuder Turnvereins von 1872[30]
- 2001: Gerd Hoffmann, zweiter Vorsitzender des Bergedorfer Bürgervereins, Herausgeber zahlreicher Bildbände zu Bergedorfer und Hamburger Themen[31]; Kazuo Kanemaki, Chorleiter des Seemanns-Chors Hamburg[32] und des Polizeichors Hamburg[33]
- 2004: Michael Pommerening, Gründer des (heimatkundlichen) Mühlenbek Verlags in Hamburg-Wandsbek[34]; Heinz C. Harms, Vorsitzender des Hamburger Heimatvereins „Up ewig ungedeelt“, Verdienste um die plattdeutsche Sprache[35]
- 2006: Ute Nerge, Mitbegründerin des Fördervereins für das Kinder-Hospiz Sternenbrücke[36]; Wolfgang Vacano, Gründer und Leiter des Altonaer Stadtarchivs e. V.[37]
- 2009: Hedwig Sander, zweite Vorsitzende des Bürgervereins Flottbek-Othmarschen[38]